# Orgelbau- und Restaurierungswerkstatt Rainer Wolter
Die Orgelbau- und Restaurierungswerkstatt Rainer Wolter wurde 1991 in Hamburg gegründet. 1995 wurde sie – als erste Orgelbauwerkstatt auf der Insel Rügen – nach Zudar verlegt, seit 2006 mit Hauptsitz in Dresden. Seit 1982 hat die Orgelbau- und Restaurierungswerkstatt Rainer Wolter Arbeiten an über 180 historischen Orgeln, vorwiegend im nord- und mitteldeutschen Raum, durchgeführt. Mit über 90 restaurierten und generalüberholten Orgeln in Mecklenburg-Vorpommern hat Rainer Wolter einen wesentlichen Beitrag zur Erhaltung der mecklenburgischen Orgellandschaft geleistet.

## Geschichte

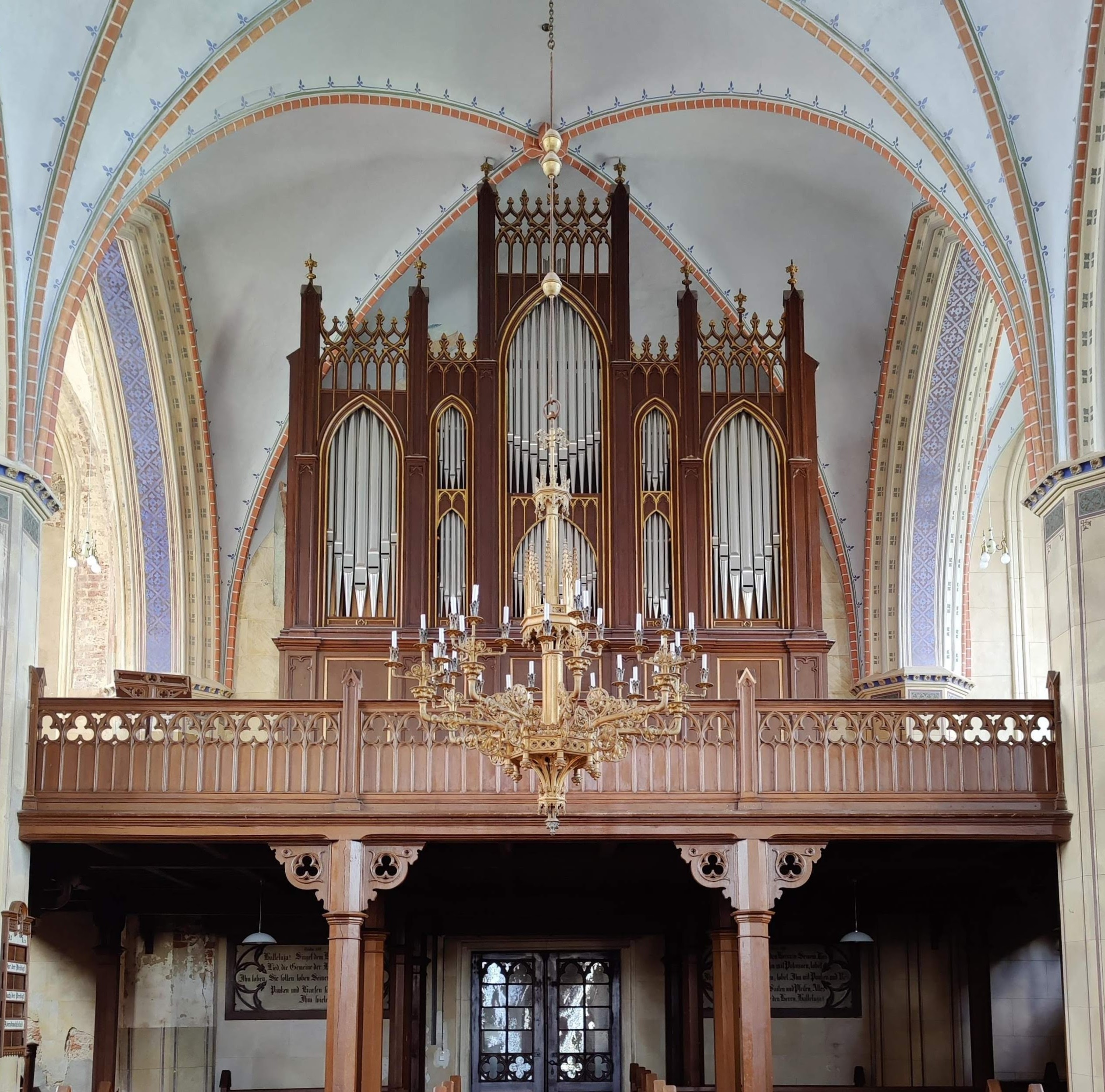
Die im Jahr 1996 restaurierte Buchholz-Orgel (1831) der Thomaskirche Tribsees

Nach seiner Lehre bei Orgelbau Sauer, Frankfurt/Oder von 1972 bis 1975 war Rainer Wolter bei Jehmlich-Orgelbau in Dresden tätig, zunächst in der Spieltischwerkstatt, dann im Außendienst. Dort betreute er Orgeln wichtiger sächsischer Orgelbauer wie Gottfried Silbermann, Johann Gottfried Hildebrandt, Urban Kreutzbach, Trampeli und Tobias Heinrich Gottfried Trost.
Ab 1984 war er freiberuflich als Orgelbauer, Stimmer und Restaurator für Kirchen und Konzerthallen tätig, darunter in der Konzerthalle „G. Ph. Telemann“ im Kloster „Unser Lieben Frauen“, Magdeburg, im Schauspielhaus Berlin und im Freiberger Dom. Er betreute sowohl Rundfunk- und Fernsehaufnahmen als auch Schallplatten- und CD-Einspielungen.
1987 siedelte er nach West-Berlin über, war ab 1988 Orgelbauer bei Lobback-Orgelbau in Neuendeich bei Hamburg, Intonateur bei Hammer-Orgelbau in Hemmingen/Hannover, Intonateur bei Orgelbau Mathis in Näfels/Schweiz. 1991 wurde er in die Handwerksrolle Hamburg eingetragen und nimmt seither Restaurierungen und Generalüberholungen zahlreicher Orgeln in Brandenburg, Berlin und in Mecklenburg-Vorpommern mit eigener Werkstatt vor.
1995 verlegte er seine Werkstatt nach Zudar/Rügen. Er restaurierte eine große Anzahl von historischen Orgeln, die die Orgellandschaft Mecklenburg-Vorpommern prägen, so unter anderem Instrumente von Buchholz, Friedrich Albert Mehmel, Barnim Grüneberg, Ferdinand Dinse, Nerlich, Friedrich Friese III und Friedrich Hermann Lütkemüller.
Seit 2006 ist er in Dresden ansässig, mit Zweitsitz in Zudar/Rügen.
Unter den zahlreichen durch die Orgelbau- und Restaurierungswerkstatt Rainer Wolter durchgeführten Restaurierungen sind so bedeutende wie die der Carl-August-Buchholz-Orgel (1831, II/28) der Thomaskirche Tribsees 1996 als erste denkmalgerechte Großrestaurierung einer Buchholz-Orgel in Vorpommern und die Wiederbelebung der Kemper-Orgel (III/66) in der Hauptkirche St. Jacobi in Hamburg 2008.
Quelle:

## Arbeiten (Auswahl)
| Jahr      | Ort                                          | Kirche                    | Bild | Manuale | Register | Bemerkungen |
| --------- | -------------------------------------------- | ------------------------- | ---- | ------- | -------- | --- |
| 1994      | Jessen (Elster)                              | St. Nicolai               |      | II/P    | 22       | Restaurierung der Orgel von Conrad Geißler (1868)                                                                                          |
| 1995      | Garz/Rügen                                   | St. Petri                 |      | II/P    | 12       | Restaurierung der Orgel von Carl-August Buchholz (1836) und Barnim Grüneberg (1914)                                                        |
| 1995      | Putbus                                       | Schlosskirche             |      | II/P    | 14       | Generalüberholung der Orgel von Barnim Grüneberg (1892)                                                                                    |
| 1996      | Velgast                                      | Christus-Kirche           |      | I/P     | 8        | Restaurierung der Orgel von Carl-August Buchholz (1844)                                                                                    |
| 1996      | Tribsees                                     | St. Thomas                |      | II/P    | 28       | Restaurierung der Orgel von Carl-August Buchholz (1831)                                                                                    |
| 1997      | Vorland, Gemeinde Splietsdorf                | Dorfkirche                |      | II/P    | 11       | Restaurierung der Orgel von Friedrich Albert Mehmel (1875)                                                                                 |
| 1998      | Kirch Baggendorf, Gem. Gransebieth           | Dorfkirche                |      | II/P    | 14       | Restaurierung der Orgel von Johann Friedrich Schulze (1840) und Friedrich Albert Mehmel (1883)                                             |
| 1998      | Deyelsdorf                                   | Dorfkirche                |      | I/P     | 7        | Restaurierung der Orgel von Christian Weldt (1742) und Friedrich Albert Mehmel (1878)                                                      |
| 1999      | Kasnevitz, Gemeinde Putbus                   | St. Jacobi                |      | II/P    | 12       | Restaurierung der Orgel von Barnim Grüneberg (1902)                                                                                        |
| 1999      | Trent (Rügen)                                | Dorfkirche St. Katharinen |      | II/P    | 11       | Restaurierung der Orgel von Friedrich Albert Mehmel (1861) → Orgel                                                                         |
| 1999      | Elmenhorst (Vorpommern)                      | Dorfkirche                |      | II/P    | 9        | Restaurierung der Orgel von Friedrich Albert Mehmel 1870 → Orgel                                                                           |
| 2000      | Binz                                         | Dorfkirche                |      | II/P    | 14       | Generalüberholung/technische Restaurierung der Orgel von Barnim Grüneberg (1913)                                                           |
| 2001      | Abtshagen, Gem. Wittenhagen                  | Dorfkirche Heilgeist      |      | I/P     | 8        | Restaurierung der Orgel von Carl-August Buchholz (1841)                                                                                    |
| 2001      | Pasewalk                                     | St. Otto                  |      | II/P    | 13       | Restaurierung der Orgel von Barnim Grüneberg (1918)                                                                                        |
| 2001      | Lancken-Granitz                              | St. Andreas               |      | I/P     | 8        | Restaurierung der Orgel von Barnim Grüneberg (1860)                                                                                        |
| 2002      | Zahna                                        | Dorfkirche                |      | II/P    | 25       | Generalüberholung/Teilrestaurierung der Orgel von Moritz Baumgarten (1843)                                                                 |
| 2002      | Berlin-Lichtenberg                           | St. Mauritius             |      | II/P    | 32       | Generalüberholung der Orgel von Bruno Goebel (1910) → Orgel                                                                                |
| 2002      | Chemnitz, Gem. Blankenhof bei Neubrandenburg | Dorfkirche                |      | I/P     | 6        | Restaurierung der Orgel von Noebe (1845)                                                                                                   |
| 2002      | Kröslin                                      | Dorfkirche                |      | I/P     | 9        | Restaurierung der Orgel von Barnim Grüneberg (1856) → Orgel                                                                                |
| 2003      | Swantow, Gemeinde Poseritz                   | St. Stephanus             |      | I/P     | 6        | Restaurierung der Orgel von Nerlich (1846) und Guido Knauf                                                                                 |
| 2003      | Voigdehagen, Stadt Stralsund                 | Dorfkirche                |      | II/P    | 15       | Generalüberholung/Teilrestaurierung der Orgel von Carl August Buchholz (1845)                                                              |
| 2004      | Hosterwitz, Stadt Dresden                    | Kirche Maria am Wasser    |      | II/P    | 18       | Restaurierung/Erweiterung der Orgel von Urban Kreutzbach (1863) → Orgel                                                                    |
| 2004      | Zörbig                                       | St. Mauritius             |      | III/P   | 40       | Restaurierung der Orgel von Wilhelm Rühlmann (1929) → Orgel                                                                                |
| 2005      | Zallmsdorf, Stadt Zahna-Elster               | Dorfkirche                |      | I/P     | 6        | Restaurierung der Orgel von Unbekannt (um 1750)/Moritz Baumgarten (1847)                                                                   |
| 2006      | Horst (Sundhagen) bei Grimmen                | Dorfkirche                |      | I/P     | 13       | Restaurierung der Orgel von Nerlich (1851)                                                                                                 |
| 2007      | Bobbin                                       | St. Pauli                 |      | I/P     | 6        | Restaurierung der Orgel von Carl August Buchholz (1842) und Barnim Grüneberg (1881) → Orgel                                                |
| 2007/2009 | Sylbitz, Gem. Petersberg                     | Chorturmkirche            |      | I/P     | 7        | Restaurierung der Orgel von Wilhelm Rühlmann (1877)                                                                                        |
| 2008      | Hamburg                                      | Hauptkirche St. Jacobi    |      | III/P   | 66       | Restaurierung/behutsame Umdisponierung der Orgel von Emanuel Kemper (1960/1968)                                                            |
| 2008      | Gossa                                        | Dorfkirche                |      | I/P     | 8        | Restaurierung der Orgel von Andreas Ludewig Zuberbier (1781)                                                                               |
| 2009      | Stare Miasto (Altstadt)                      | St. Peter und Paul        |      | I/P     | 12       | Restaurierung der Orgel von Friederich Wilhelm Fischer (Guttstadt, 1797)                                                                   |
| 2009      | Halle (Saale)                                | Kapelle im Riebeck-Stift  |      | I/P     | 6        | Restaurierung der Orgel von Wilhelm Rühlmann (1887)                                                                                        |
| 2012      | Mügeln (Jessen)                              | Dorfkirche                |      | II/P    | 10       | Orgel von Conrad Geißler (1885) – Re-Mechanisierung der im 20. Jahrhundert pneumatisierten Orgel, Restaurierung und klangliche Rückführung |
| 2013      | Berlin-Lichtenberg                           | St. Mauritius             |      | II/P    | 32       | Orgel von Bruno Goebel (1910) – Restaurierung und Prospekterneuerung → Orgel                                                               |

Quelle:

## Diskografie
- Felix Mendelssohn Bartholdy: Sechs Orgelsonaten op.65 – Matthias Eisenberg an der Buchholz-Orgel der Thomaskirche Tribsees. ram 50091 (2001)
- Die Orgeln der Dorfkirchen Abtshagen und Elmenhorst - Rudolf Kelber spielt Bach, Mendelssohn, Brahms, Rheinberger und Salomé (2002)
- Orgel der Schifferkirche Maria am Wasser, Dresden-Hosterwitz. Mathias Schmutzler (Trompete/Corno da caccia) und Matthias Eisenberg (Orgel). ram 50602 (2006)